# 清水久嗣
清水 久嗣（しみず ひさし、1980年8月30日 - ）は、日本のフリーアナウンサー。ニッポン放送編成局スポーツ部と契約している。そのほかフジ・メディア・テクノロジー（旧東京フィルム・メート）、MAXキャスティングからキャスティング業務を委託される。マネジメントは、山崎隆士（株式会社ザッキーファーム）。

## 来歴
千葉県市川市出身。小学生時代から競馬に興味があり、友人達と競馬実況の真似事の遊びをした。放送研究会がある大学進学を目指し、成蹊大学に進学した。
在学中、『ニッポン放送ショウアップナイター』の学生アルバイトとしてスコア付けを都合5年担当した。また、アナウンススクールはラジオNIKKEIのレースアナウンサー養成講座に通っていた。
就職活動では、スポーツアナウンサーを目指して活動し、アルバイトをしていたニッポン放送の採用試験を受験し、2004年入社の飯田浩司とともに社長面接を受けたが、清水は不採用とされた。1年間の就職留年を経て、同大卒業後の2005年4月、TOKYO FMに一般職で入社した。入社後は報道・情報センターの記者職として配属され、ストレートニュースや東京都庁、国会担当記者やスポーツの現場を持ち回り担当した。
しかし、スポーツ実況への思いを捨てがたくしていたが、当時ニッポン放送に中途入社していた石黒新平が一身上の都合で同社を退職した事で採用枠が空き、2007年3月31日付でTOKYO FMを退職した。フリーアナウンサーへ転身し、2007年4月1日付でニッポン放送スポーツ部所属の契約アナウンサーとして採用された。
移籍以降、ショウアップナイターやNRN系列局のナイター中継でのベンチレポートやNRN系列局への裏送り中継、フレッシュオールスターゲームのベンチレポート、競馬中継などを担当する。また、雨天予備カードの実況担当になることはあったもののいずれも放送されず、2007年9月12日の埼玉西武vs福岡ソフトバンク（西武ドーム、KBCホークスナイターへの裏送り）で正式に実況デビューした。
ショウアップナイターのレギュラー実況は少ないが、2008年と2009年にフレッシュオールスターゲームを実況した。2012年4月6日のRCCカープナイターへの裏送り中継で、当時広島に在籍していた前田健太のノーヒットノーラン達成のシーンを実況した。2022年9月25日のヤクルト2年連続優勝、2023年9月14日の阪神18年ぶり優勝と、ショウアップナイターの中継において、2年連続でセ・リーグ優勝の瞬間を実況した。
フリーアナウンサーであるため、ニッポン放送の公式サイトのアナウンサープロフィールに名前は載っていないが、2010年からはショウアップナイターの実況アナウンサーのページに紹介が載せられるようになった。同様の理由から、ニッポン放送での活動とは別に、千葉ロッテマリーンズ主催試合のテレビ及びインターネット中継の実況およびリポーターも担当している。
競馬実況では、2008年のジャパンカップダートで初めてG1レースを実況した。その後、2009年は桜花賞、安田記念、天皇賞（秋）などを担当し、同年4月5日放送分から『日曜競馬ニッポン』総合司会に抜擢された。2020年11月15日の第45回エリザベス女王杯をもって現存する全ての平地GI競走を実況した。また同一競走の連続実況も多く、2010年以降の皐月賞、日本ダービー（2010年 - 2020年）、有馬記念、2011年以降の菊花賞のように10回以上続いているレースもある。
2014年ソチオリンピックでは現地リポーターを担当した。
プライベートでは、学生時代から都合10年以上交際していた個人事業主の女性と両家の親から諭されるように、結婚した。

## 人物
- 千葉県市川市在住であったが、小学生時代から阪神タイガースのファンであった[7][3]。
- 小学生時代からのゲーマーで、コンシューマーハード物からゲームセンターにも入り浸るほどである。「実況パワフルプロ野球シリーズ」もプレイをしているが、2018年版から実況担当音声として、名を連ねている。
- 現在の先輩である松本秀夫、洗川雄司から、バイト時代の先輩に同じ清水姓が居たことで、せせこましい性格から描写して「銀次」と呼ばれている。なお、この「先輩の清水」とは現在テレビ朝日アナウンサーの清水俊輔である。
- 前述の就職活動時にある、飯田とは学生時代から互いに面識があり[3]、ラジオNIKKEIの「レースアナウンサー養成講座」の先輩・後輩の間柄であった[注 1]。但し、飯田はニッポン放送に採用されたが、結果同局が放送している『日曜競馬ニッポン』に起用される事は無く、清水が起用された。これに対し、後年に飯田は「自分より断然上手い」と思ってこれには諦めがついた」と回想している[8]。しかし、清水も飯田のモノマネは学生時代から行っており、評価していた。クオリティについては、清水ミチコの番組を担当してから向上したと指摘してる。

## 出演番組

### 現在

#### テレビ
- 千葉ロッテマリーンズ球団製作中継（BS12 プロ野球中継、TBSニュースバード、日テレNEWS24）
- MARINES FREAKS/ロッテレビ｜Cheer Up! Chiba
- Bリーグ中継（リーグ制作の公式映像）
- 中央競馬全レース中継（2024年1月 - 、グリーンチャンネル） - 土曜日午前キャスター

#### ラジオ
全てニッポン放送の番組
- ニッポン放送ショウアップナイター
- Jリーグ RADIO
- AKIのオールナイトニッポン0(ZERO)〜eスポーツSP〜（準レギュラー）

#### インターネット動画配信
- AbemaTV 大相撲LIVE（AbemaTV）※序の口、序二段取組担当
- Rakuten NBA Special（Rakuten TV）
- 人工知能募金（ニコニコ生放送企画）
- リアルダービースタリオン（ニコニコ生放送企画）
- 川崎競馬スパーキングトークLIVE（川崎競馬場公式YouTubeチャンネル）- 不定期出演（原則、開催節最終日）

### 過去

#### テレビ
- BASEBALL CENTER（FOX SPORTS ジャパン）
- 断然 パ・リーグ主義!!（BS11）
- ロッテレビ（J:COM）

#### ラジオ
- TOKYO UPDATE（TOKYO FMの各ワイド番組のニュースコーナー）
- 師岡正雄のショウアップナイター編集部!（競馬コーナー担当）
- ショウアップナイターバッテリー（スポーツニュース担当）
- 飯田浩司の「声だしていこー。」（スポーツニュース担当）
- 土田晃之のFOOTBALLER'S HIGH（インフォメーション担当）
- ショウアップスポーツ（金曜日）
- 松本ひでお 情報発見 ココだけ（スポーツニュース担当）
- ニッポン放送 ソチ情報エキスプレス（現地リポーター）
- 大谷ノブ彦 キキマス!（競馬コーナー担当）
- 今夜もオトパラ!（スポーツニュース、目指せ万馬券担当）
- 草野満代 夕暮れWONDER4（スポーツ WONDER4）
- ザ・フォーカス〜フライデースペシャル（狙え万馬券!今週の注目馬ショウアップ担当）
- 日曜競馬ニッポン（司会、実況兼任。番組終了後も実況は継続）

他、番組内でのレポートなど

## その他

### ゲーム
- 実況パワフルプロ野球2018（コナミデジタルエンタテインメント　PlayStation 4・PlayStation Vita用ゲームソフト　2018年4月26日発売） - 実況音声
- eBASEBALLパワフルプロ野球2020（コナミデジタルエンタテインメント　PlayStation 4・Nintendo Switch用ゲームソフト　2020年7月9日発売） - 実況音声
- eBASEBALLパワフルプロ野球2022（コナミデジタルエンタテインメント　PlayStation4・Nintendo Switch用ゲームソフト2022年4月21日発売） - 実況音声
- パワフルプロ野球2024-2025（コナミデジタルエンタテインメント　PlayStation4・Nintendo Switch用ゲームソフト　2024年7月18日発売） - 実況音声